# ضم لوكسمبورغ للأراضي الألمانية بعد الحرب العالمية الثانية
في أعقاب الحرب العالمية الثانية، وضعت دوقية لوكسمبورغ الكبرى خططًا لضم أجزاء من ألمانيا. واعتبر هذا شكلاً من أشكال التعويض  بالإضافة إلى التعويض النقدي وتوظيف العمال القسري.

## المطالب الإقليمية من لوكسمبورغ

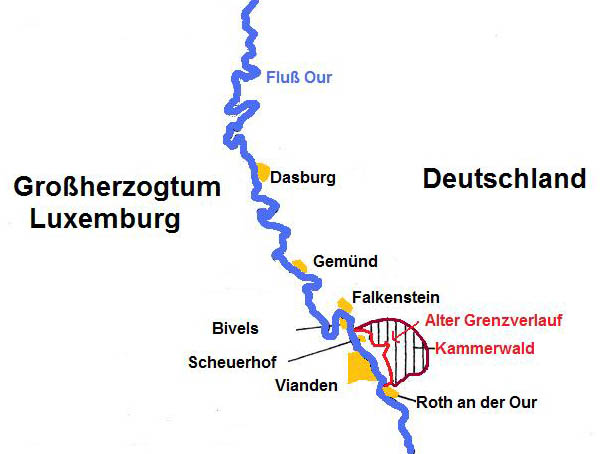
خطط ضم لوكسمبورغ (Großherzogtum Luxembourgurg) بعد الحرب العالمية الثانية. الأراضي الألمانية (دويتشلاند) إلى الشرق من نهر لدينا وقد تم التنازل عنها من قبل الإدارة العسكرية الفرنسية في 23 أبريل 1949. وشملت هذه الأراضي السابقة (المشار إليها ألتر Grenzverlauf، الحدود السابقة) وKammerwald.

تم الإعلان عن المطالب الإقليمية لحكومة الاتحاد الوطني اللوكسمبرجية الحاكمة في أواخر صيف عام 1945. وطالبت لوكسمبورغ ألمانيا بالتخلي عن الأراضي الألمانية التي تم فصلها عن دوقية لوكسمبورغ السابقة بموجب شروط مؤتمر فيينا لعام 1815، والتوسع الإضافي للوكسمبورغ إلى نهر سار. جزء من سكان لوكسمبورغ كان متوافقا مع مفهوم «لوكسمبورغ الكبرى».
دعما لهذا الادعاء الإقليمي، في نوفمبر 1945، احتلت قوات دوقية لوكسمبورغ الكبرى منطقة صغيرة خاصة بها داخل منطقة الاحتلال الفرنسية الفعلية حيث قامت بوضع حاميتين.
في مذكرة مؤرخة 27 نوفمبر 1946، ذكرت حكومة لوكسمبورغ أن يتم نقل الحدود بين 5 و10 كيلومترات (3.1 و 6.2 ميل) إلى داخل الأراضي الألمانية. تأثرت مساحة قدرها 544 كيلومتراً مربعاً (210 ميل مربع)، بما في ذلك جميع أو جزء من المناطق الحدودية الألمانية في Bitburg و Our و Saarburg و Prüm، التي كان عدد سكانها 31188 نسمة. شكلت المنطقة حوالي 20٪ من الأراضي التي تنازلت عنها لوكسمبورغ إلى بروسيا في عام 1815.
على غرار مطالب بلجيكا وهولندا وفرنسا، تم رفض هذه المطالب الإقليمية من قبل قوى الحلفاء الرئيسية الثلاث — الولايات المتحدة الأمريكية والمملكة المتحدة والاتحاد السوفيتي — بالإشارة إلى المشاكل الكبيرة التي تطرحها لتلبية احتياجات 14 مليون لاجئ من المناطق الشرقية التي ضمتها الرايخ السابق والذين كانوا موجودين بالفعل في مناطق احتلالهم. ومع ذلك، استمرت دوقية لوكسمبورغ الكبرى في مطالبها الإقليمية.

## مؤتمر القوى الست في لندن
بموجب المادة 4 من مؤتمر لندن للقوى الست في 7 يونيو 1948، «الاتفاقات الإقليمية الأولية»، تمت الإشارة إلى ما يلي: «وافقت الوفود على تقديم اقتراحات إلى حكوماتها بشأن بعض التعديلات الإقليمية المؤقتة الطفيفة فيما يتعلق بالحدود الغربية ألمانيا.»
نفذت حكومة فرنسا هذا القرار الصادر عن مؤتمر لندن على النحو التالي: بموجب الأمر رقم 212 الصادر عن الحكومة العسكرية الفرنسية في 23 أبريل 1949، تم دمج كاميروالد في أراضي لوكسمبورغ مع أراضي روث آن دير أور وملكية Neuscheuerhof (بولير). تألفت المنطقة المعنية من 547 هكتار (2.11 ميل2) بالقرب من مستوطنة لوكسمبورغ فياندين.
بعد ذلك بوقت قصير رفضت لوكسمبورغ ضم روث ونيوشويرهوف، بحيث تم فصل المنطقة غير المأهولة في كاميروالد عن ألمانيا.

## عودة الأرض
في اتفاق 11 يوليو 1959، بين دوقية لوكسمبورغ الكبرى  و (وسيط) جمهورية ألمانيا الاتحادية، تخلت لوكسمبورغ بشكل قاطع عن مطالبتها بمنطقة كاميروالد وأعادت الإقليم إلى جمهورية ألمانيا الاتحادية، والتي دفعت 58.3 مليون مارك ألماني في المقابل إلى دوقية لوكسمبورغ الكبرى.